# 長崎文化放送
長崎文化放送株式會社（日语：／ Nagasaki Bunka Hōsō */?）是日本的一家以長崎縣為放送地域的電視台。簡稱為NCC。呼出訊號為JOXI-DTV。為朝日電視台聯播網ANN的成員。開播于1990年4月1日。

## 外部連結
- NCC長崎文化放送官方網站 （页面存档备份，存于）
- 長崎文化放送的X（前Twitter）
- 長崎文化放送的Facebook專頁
- 【官方】NCC長崎文化放送的Instagram帳戶
- YouTube上的NCC長崎文化放送頻道